# Angaracris neimongolensis
Angaracris neimongolensis är en insektsart som beskrevs av Zheng, Z. och Yali Han 1998. Angaracris neimongolensis ingår i släktet Angaracris och familjen gräshoppor. Inga underarter finns listade i Catalogue of Life.